# 偏磷酸盐
偏磷酸盐是具有偏磷酸根（实验式：PO−
3）含氧阴离子的盐，其结构由PO4结构单元构成，每个单元与领一个单元共享两个顶角，具体来说有两种类型：
- 如图所示的环状结构，如三偏磷酸根离子；
- 无限链状结构，如偏钒酸铵中的偏钒酸根离子。[2]

偏磷酸盐对应的偏磷酸（HnPnO3n）纯品尚未分离出来。偏磷酸盐在有机合成中可以用作白磷的替代试剂。